# Collegio uninominale Piemonte 1 - 01 (2020)
Il collegio elettorale uninominale Piemonte 1 - 01 è un collegio elettorale uninominale della Repubblica Italiana per l'elezione della Camera dei deputati.

## Territorio
Come previsto dalla legge n. 51 del 27 maggio 2019, il collegio è stato definito tramite decreto legislativo all'interno della circoscrizione Piemonte 1.
È formato da parte del territorio del comune di Torino: le circoscrizioni n. 1 (Centro-Crocetta), n. 2 (Santa Rita-Mirafiori Nord-Mirafiori Sud), n. 7 (Aurora-Vanchiglia-Sassi-Madonna del Pilone) e n. 8 (San Salvario-Cavoretto-Borgo Po-Nizza Millefonti-Lingotto-Filadelfia).
Il collegio è parte del collegio plurinominale Piemonte 1 - 01.

## Eletti
| Elezione | Elezione | Deputato      | Partito |
| -------- | -------- | ------------- | ------- |
|          | 2022     | Riccardo Magi | +Europa |

## Dati elettorali

### XIX legislatura
Come previsto dalla legge elettorale, 147 deputati sono eletti con sistema a maggioranza relativa in altrettanti collegi uninominali a turno unico.
| Candidati                                 | Candidati               | Voti    | %     | Liste                          | Voti    | %     |
| ----------------------------------------- | ----------------------- | ------- | ----- | ------------------------------ | ------- | ----- |
|                                           | Riccardo Magi ✔️ Eletto | 81 970  | 39,77 | Partito Democratico-IDP        | 53 830  | 26,12 |
| Alleanza Verdi e Sinistra                 | Riccardo Magi ✔️ Eletto | 81 970  | 39,77 | 14 847                         | 7,20    |       |
| +Europa                                   | Riccardo Magi ✔️ Eletto | 81 970  | 39,77 | 12 410                         | 6,02    |       |
| Impegno Civico - Centro Democratico       | Riccardo Magi ✔️ Eletto | 81 970  | 39,77 | 883                            | 0,43    |       |
|                                           | Elena Chiorino          | 64 267  | 31,18 | Fratelli d'Italia              | 40 356  | 19,58 |
| Lega per Salvini Premier                  | Elena Chiorino          | 64 267  | 31,18 | 11 593                         | 5,62    |       |
| Forza Italia                              | Elena Chiorino          | 64 267  | 31,18 | 11 085                         | 5,38    |       |
| Noi moderati/Lupi - Toti - Brugnaro - UDC | Elena Chiorino          | 64 267  | 31,18 | 1 233                          | 0,60    |       |
|                                           | Massimo Giuntoli        | 25 776  | 12,51 | Azione - Italia Viva - Calenda | 25 776  | 12,51 |
|                                           | Carlotta Tevere         | 21 881  | 10,62 | Movimento 5 Stelle             | 21 881  | 10,62 |
|                                           | Elisabetta Forni        | 3 889   | 1,89  | Unione Popolare                | 3 889   | 1,89  |
|                                           | Serena Tagliaferri      | 3 702   | 1,80  | Italexit                       | 3 702   | 1,80  |
|                                           | Domenica Follino        | 2 962   | 1,44  | Italia Sovrana e Popolare      | 2 962   | 1,44  |
|                                           | Lorena Bassino          | 1 676   | 0,81  | Vita                           | 1 676   | 0,81  |
| Totale                                    | Totale                  | 206 123 | 100   |                                | 206 123 | 100   |
|                                           |                         |         |       |                                |         |       |
| Schede bianche                            | Schede bianche          | 1 461   | 0,69  |                                |         |       |
| Schede nulle                              | Schede nulle            | 4 691   | 2,21  |                                |         |       |
| Votanti                                   | Votanti                 | 212 275 | 66,85 |                                |         |       |
| Elettori                                  | Elettori                | 317 535 |       |                                |         |       |